# Стереоэдр
Стереоэдр — это выпуклый многогранник, который заполняет пространство гранетранзитивно,
что означает, что симметрии мозаики переносят одну копию стереоэдра в любую другую.
Двумерные аналоги стереоэдров называются планигонами. 
Многогранники более высоких размерностей таже могут быть стереоэдрами.

## Плезиоэдры
Подмножество стереоэдров назывется плезиоэдрами, они определяются как ячейки Вороного симметричного множества Делоне.
Параллелоэдры — это заполняющие пространство плезиоэдры с использованием только параллельного переноса. 
Ниже на рисунках параллельные рёбра выделены разным цветом.
|     |                      |                |                               |                   |
| куб | шестиугольная призма | ромбододекаэдр | удлиннённый двенадцатигранник | усечённый октаэдр |

## Другие периодические стереоэдры
Катоптрическое замощение содержит стереоэдральные ячейки. 
Двугранные углы делят 180° нацело и выкрашены согласно их порядку. 
Первые три области являются фундаментальными областями симметрий {\displaystyle {\tilde {C}}_{3}}, {\displaystyle {\tilde {B}}_{3}} и {\displaystyle {\tilde {A}}_{3}}, 
которые представляют диаграммы Коксетера — Дынкин ,  и . 
{\displaystyle {\tilde {B}}_{3}} является половиной симметрии {\displaystyle {\tilde {C}}_{3}}, а {\displaystyle {\tilde {A}}_{3}} является четвертью симметрии.
Любой заполняющий пространство стереоэдр с симметрией может быть разрезан на более мелкие равные ячейки, которые также являются стереоэдрами. 
Ниже в названиях отражено такое разрезание.
| Faces               | 4                       | 4                      | 4                          | 4                   | 5                              | 5                   | 5                                    | 6                                     | 6                      | 6      | 6                | 8                    | 12             |
| ------------------- | ----------------------- | ---------------------- | -------------------------- | ------------------- | ------------------------------ | ------------------- | ------------------------------------ | ------------------------------------- | ---------------------- | ------ | ---------------- | -------------------- | -------------- |
| Type                | Тетраэдр                | Тетраэдр               | Тетраэдр                   | Тетраэдр            | Квадратная пирамида            | Квадратная пирамида | Квадратная пирамида                  | Треугольная бипирамида                | Треугольная бипирамида | Куб    | Куб              | Октаэдр              | Ромбододекаэдр |
| Изображения         | 1/48 (1)                | 1/24 (2)               | 1/12 (4)                   | 1/12 (4)            | 1/24 (2)                       | 1/6 (8)             | 1/6 (8)                              | 1/12 (4)                              | 1/4 (12)               | 1 (48) | 1/2 (24)         | 1/3 (16)             | 2 (96)         |
| Симметрия (порядок) | C1                      | C1v 2                  | D2d 4                      | C1v 2               | C1v 2                          | C4v 8               | C2v 4                                | C2v 4                                 | C3v 6                  | Oh 48  | D3d 12           | D4h 16               | Oh 48          |
| Соты                | Одна восьмая пирамиды · | Треугольная пирамида · | Сплюснуто тетраэдральные · | Половина пирамиды · | Четверть квадратной пирамиды · | Пирамида ·          | Половина сплюснутого восьмигранник · | Четверть сплюснутого восьмигранника · | Четверть куба ·        | Куб ·  | Сплюснутый куб · | Сплюснутый октаэдр · | Додекаэдр ·    |

Другие выпуклые многогранники, являющиеся стереоэдрами, но ни параллелоэдрами, ни плезиоэдрами.
| Грани               | 8                             | 8                                         | 10                              | 12                                    |
| ------------------- | ----------------------------- | ----------------------------------------- | ------------------------------- | ------------------------------------- |
| Симметрия (порядок) | D2d (8)                       | D2d (8)                                   | D2d (8)                         | D4h (16)                              |
| Изображения         |                               |                                           |                                 |                                       |
| Ячейка              | Двускатный повернутый бикупол | Удлиннённый двускатный повернутый бикупол | Десятигранник из десяти алмазов | Удлинённая четырёхугольная бипирамида |